# Ghostface Killahs
Ghostface Killahs è il tredicesimo album solista del rapper statunitense Ghostface Killah, pubblicato da indipendente nel 2019. Ottiene 71/100 su Metacritic.
| Recensione | Giudizio |
| ---------- | -------- |
| AllMusic   |          |
| HipHopDX   |          |
| RapReviews |          |
| Pitchfork  |          |

## Tracce
1. Killah Intro – 0:23
2. Me Denny & Darryl (feat. Cappadonna & Method Man) – 2:38
3. Burner To Burner (feat. Cappadonna & Inspectah Deck) – 3:08
4. Flex (feat. Harley) – 3:34
5. News Report (Skit) – 0:39
6. Conditioning – 1:51
7. Fly Everything (feat. Shawn Wigs & Sun God) – 2:17
8. Party Over Here – 3:02
9. Pistol Smoke (feat. Solomon Childs) – 2:46
10. Revolution (Skit) – 0:36
11. New World (feat. Eamon) – 3:29
12. Waffles And Ice Cream (feat. Cappadonna) – 2:26
13. The Chase (feat. Sun God) – 2:19
14. Soursop (feat. Harley, Masta Killa & Solomon Childs) – 3:35